# Uvaria relambo
Uvaria relambo este o specie de plante angiosperme din genul Uvaria, familia Annonaceae, descrisă de Deroin și Laurent Gautier. Conform Catalogue of Life specia Uvaria relambo nu are subspecii cunoscute.